# Ternion

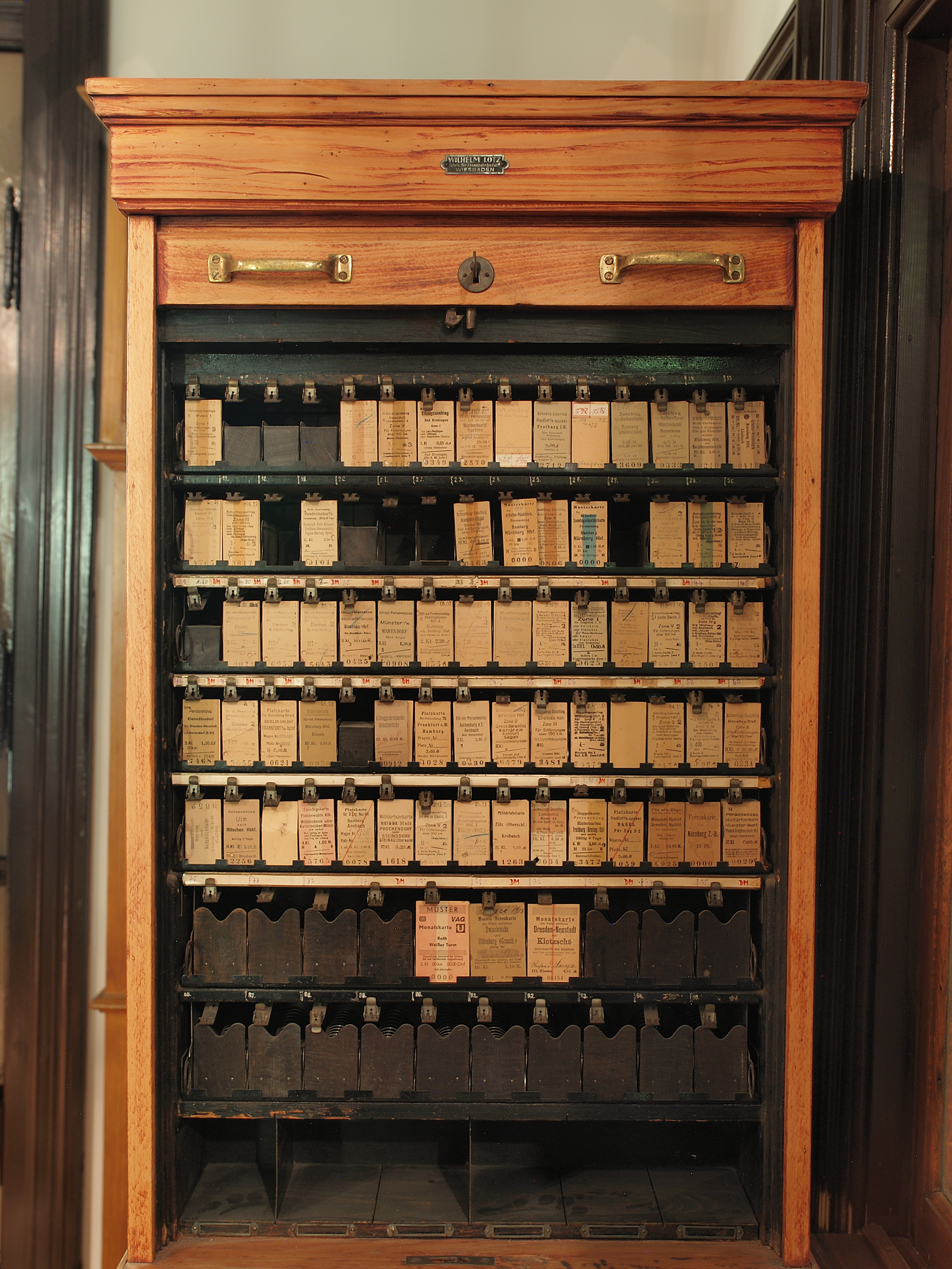
Ternion (szafa do przechowywania biletów kartonikowych)

Ternion – specjalna szafa przeznaczona do przechowywania w kolejowej kasie biletowej wydrukowanych wcześniej biletów kartonikowych (nazywanych również od nazwiska wynalazcy biletami Edmondsona). W zależności od wielkości stacji i liczby najczęściej sprzedawanych biletów, zwykle w ternionach znajdowało się kilkanaście, a nawet kilkadziesiąt typów gotowych biletów. Wydawane bilety były datowane w komposterze lub przy pomocy metalowego stempla. Dla relacji, dla których nie istniały gotowe bilety, wystawiano wypisywane ręcznie bilety blankietowe. Obecnie, po rozpowszechnieniu się biletów drukowanych, terniony zostały praktycznie wycofane z eksploatacji.